# Rolls-Royce 20 hp
Der Rolls-Royce 20 hp war eines der vier PKW-Modelle die nach dem Vertrag zwischen Charles Rolls und Henry Royce vom 23. Dezember 1904 gebaut wurden. Der Wagen hieß zwar Rolls-Royce, wurde aber von der Firma von Henry Royce, der Royce Ltd. im Ortsteil Trafford Park in Manchester, gebaut und nur beim Autohandelshaus von Charles Rolls, der C. S. Rolls & Co., zum Preis von GBP 650 verkauft. Der 20 hp wurde zusammen mit seinen Schwestermodellen 10 hp und 15 hp, sowie dem Motor des Modells 30 hp, im Dezember 1904 auf dem Pariser Autosalon ausgestellt.
Der Reihenvierzylindermotor bestand aus zwei zusammengebauten Blöcken à zwei Zylinder vom kleineren Modell 10 hp, mit dem er sich auch die Bohrung von 101,6 mm und den Hub von 127 mm teilte. Der Motor ist wassergekühlt und besitzt einen Hubraum von 4119 cm³, sowie gegengesteuerte Ventile (Einlassventile im Kopf hängend, Auslassventile seitlich stehend). Die frühen Exemplare hatten eine Hochspannungszündung mit vorgeladenen Akkumulatoren, einem Summer und einer Zündspule, bei den späteren Wagen gab es zusätzlich eine Magnetzündung. Da die Beleuchtung seitlich und hinten mit Petroleum betrieben wurde und die Scheinwerfer mit Karbid, gab es keine weiteren Stromverbraucher und die Akkumulatoren mussten während der Fahrt nicht geladen werden. Die Motorleistung lag bei 20 bhp (15 kW) bei 1000 min−1. Die Drehzahl des Motors wurde durch einen mechanischen Drehzahlregler konstant gehalten, in den der Fahrer mit dem Gaspedal eingreifen konnte. Zunächst war ein Dreiganggetriebe eingebaut, das später bei Einführung des Light Twenty durch ein Vierganggetriebe ersetzt wurde und das später alle Rolls-Royce-Modelle bekamen. Das Getriebe war durch eine kurze Welle und eine Lederkonuskupplung mit dem Motor verbunden. Beim Vierganggetriebe war der dritte Gang der direkte Gang (Übersetzung 1 : 1) und der vierte Gang hatte Overdrive-Funktion.
Zwei dieser Wagen nahmen 1905 an der TT auf der Isle of Man teil, wovon einer von Percy Northey gefahren wurde und den zweiten Platz in der Gesamtwertung errang und der zweite – gefahren von C. S. Rolls – wegen Getriebeproblemen das Ziel nicht erreichte. Rolls trat 1906 erneut an und gewann die TT. Im Dezember 1906 brachte er ein Auto in die USA und gewann ein Rennen in Yonkers.
Die ersten Wagen hatten einen Radstand von 2896 mm, aber nach Fertigung der besonders leichten Exemplare für die TT gab es auch kürzere Fahrgestelle mit 2692 mm Radstand. Die Kurzversion wurde als Light Twenty bekannt, während die erste Ausführung als Heavy Twenty bezeichnet wurde. Die Spur des Light Twenty war mit 1321 mm auch schmäler als die des Heavy Twenty mit 1422 mm. Rolls-Royce fertigte nur das Fahrgestell und die Mechanik, nicht die Aufbauten. So wurden die Wagen verkauft und die Kunden kümmerten sich selbst um die Karosserie, die es in offenen oder geschlossenen Ausführungen gab.
Der Light 20 erreichte eine Höchstgeschwindigkeit von 80 km/h (84 km/h bei der TT-Version) und der Heavy 20 fuhr 76 km/h schnell. Bei schweren Aufbauten konnten die Höchstgeschwindigkeiten niedriger ausfallen. Die Fußbremse wirkte auf eine Trommelbremse am Getriebeausgang und die Handbremse auf Trommelbremsen an den Hinterrädern. Vorder- und Hinterachse hingen an halbelliptischen Längsblattfedern, die durch Querblattfedern unterstützt wurden. Die Wagen besaßen Holzspeichenräder. 
Soweit bekannt ist, haben von den 1905 / 1906 gefertigten 40 Exemplaren drei Stück mit dem Fahrgestellnr. 26350, 40509 und 40520 bis heute überlebt.